# Хартли, Малкольм
| (21374) 1997 WS22 | 24 ноября 1997 г.   | catalogue |
| (65674) 1988 SM   | 29 сентября 1988 г. | catalogue |
| (251698) 1996 DJ  | 18 февраля 1996 г.  | catalogue |

Ма́лкольм Ха́ртли (англ. Malcolm Hartley; 15 февраля 1947 года, Бери, Большой Манчестер) — астроном английского происхождения и первооткрыватель малых планет и комет, который работает с британским телескопом Шмидта в обсерватории Сайдинг-Спринг в Австралии.

## Карьера
Хартли наиболее известен своим открытием и совместным открытием 10 комет с 1980-х годов, среди которых 79P/дю Туа — Хартли, 80P/Петерса — Хартли, 100P/Хартли, 110P/Хартли и C/1984 W2. К несчастью для Хартли, в 2002 году «Англо-австралийская обсерватория модернизировала свою телескоп Шмидта для выполнения многообъектной спектроскопии, по сути прекратив всю астрофотографию с телескопом и исключив любую возможность открытия комет в будущем». В ноябре 2010 года он посетил лабораторию реактивного движения НАСА в Калифорнии, чтобы засвидетельствовать пролёт миссии EPOXI возле кометы 103P/Хартли 4 ноября 2010 года.
Центр малых планет приписывает Хартли открытие 3 астероидов, сделанное в обсерватории Сайдинг-Спринг в период с 1996 по 1998 год, при этом (21374) 1997 WS22 и (65674) 1988 SM являются околоземными объектами группы астероидов Амуры.

### Награды и почести
Внешний астероид главного пояса 4768 Хартли был назван в его честь. Хартли был заместителем астронома британского телескопа Шмидта в Сайдинг-Спринг, с помощью которого была открыта эта малая планета. Официальный циркуляр опубликован Центром малых планет 27 июня 1991 года (M.P.C. 18464).